# Cottonmouths de Columbus (LCH)
Pour les articles homonymes, voir Cottonmouths de Columbus.
Les  Cottonmouths de Columbus sont une franchise professionnelle de hockey sur glace en Amérique du Nord créée en 1996 et qui a évolué dans la Ligue centrale de hockey jusqu'en 2004.